# 西郡友典
西郡 友典（にしごおり とものり）は、日本の写真家。福島県いわき市生まれ。2012年現在、東京在住。2016年頃より撮影クレジット「西郡トモノ」を使用。　

## 人物・来歴
新潟大学人文学部行動科学課程卒。大学卒業後、東京にてベーシストとして活動。富澤タクらと結成したCOR-SEZ他いくつかのバンドに参加。音楽家時代にふとしたきっかけで目にした荒木経惟の写真集に衝撃をうけ、その日のうちにカメラ（コニカ BIGMINI BM-301）を購入、写真を撮り始める（オフィシャルサイトbiographyより）。「途切れ時間の夢」以来9年ぶりとなる、第2作目の写真集「青い空の日に」が、2012年11月に出版される。人物撮影を中心に、風景、取材など多方面での撮影を行っている。

## 写真集
- 「途切れ時間の夢」（青幻舎　2003）
- 「青い空の日に」（パイ インターナショナル　2012）

## 受賞
第10回キヤノン写真新世紀（2001年度・第23回公募）　優秀賞（荒木経惟選）